# Peter Poelzig
Hans Peter Poelzig (* 6. August 1906 in Breslau; † 26. Januar 1981 in Duisburg) war ein deutscher Architekt. Er war der Sohn des Malers und Architekten Hans Poelzig (1869–1936).

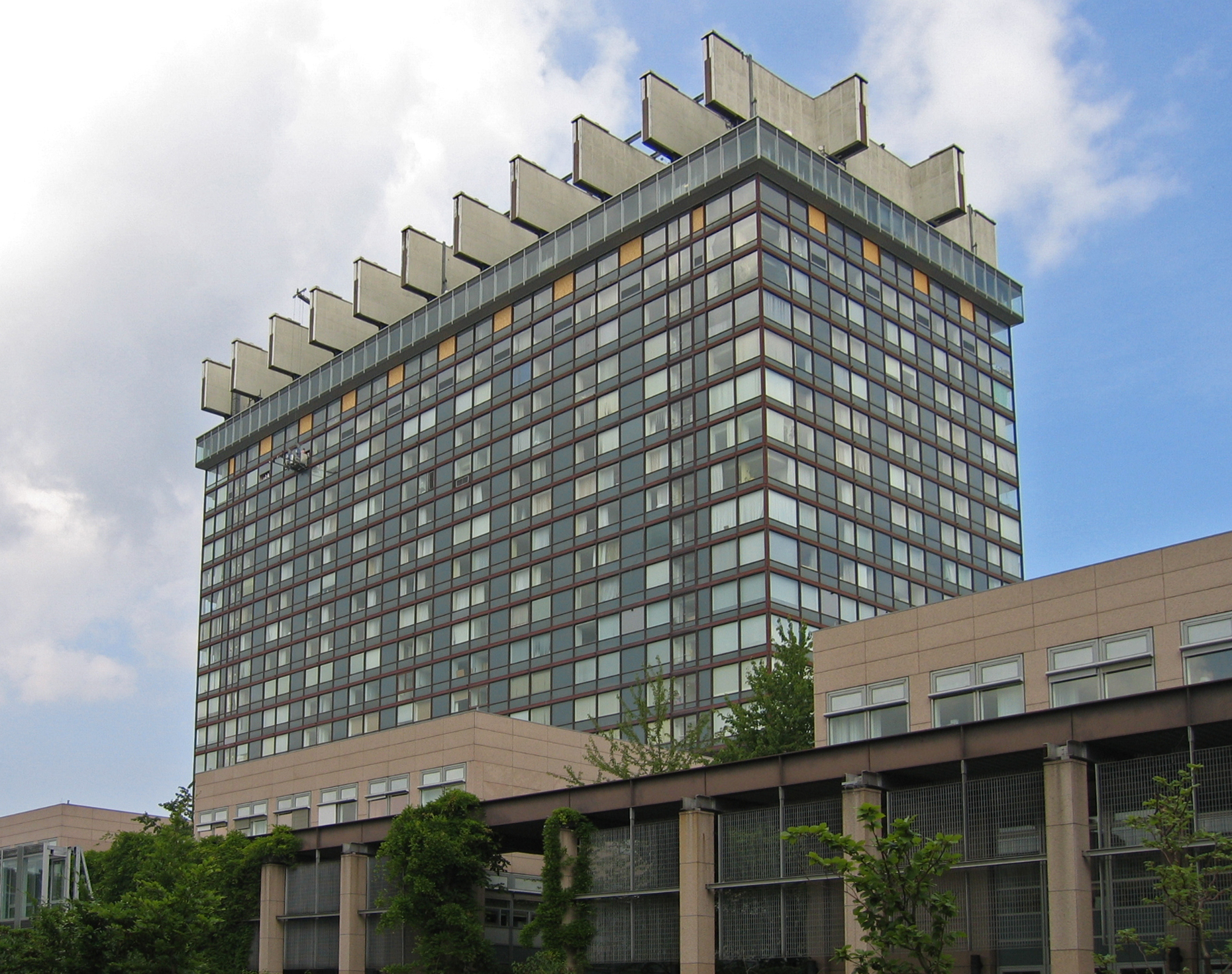
Bettenhaus des Universitätsklinikums Köln

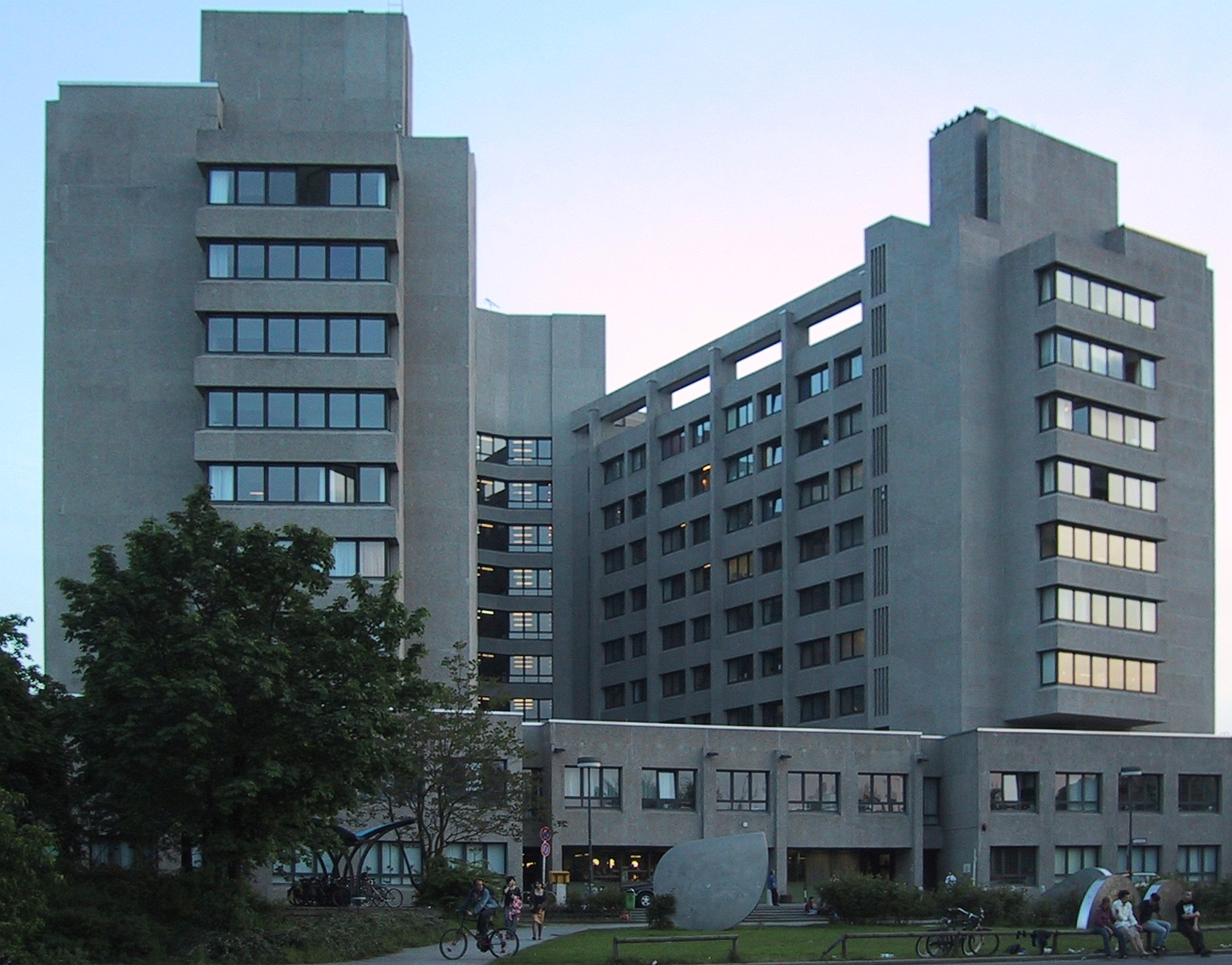
Klinikum Am Urban

## Leben
Nach Studium in Berlin und Stuttgart war Poelzig ab 1934 Bauleiter bei der Luftwaffe auf dem Flugplatz Loddenheide, später auf dem Flugplatz Münster-Handorf.
Am 15. Mai 1937 beantragte er die Aufnahme in die NSDAP und wurde rückwirkend zum 1. Mai desselben Jahres aufgenommen (Mitgliedsnummer 4.443.601); danach war er bis 1945 Stadtbaurat in Münster.
Er hatte ab 1954 eine Professur für Krankenhausbau an der Technischen Hochschule Berlin und leitete dort als Direktor bis zu seiner Emeritierung 1976 das Institut für Krankenhausbau. Hierbei trat er für die Eingliederung des Krankenhauses in den Stadtraum ein und wandte sich gegen die Planung auf der sogenannten grünen Wiese.
Neben Siedlungsplanungen, u. a. Neue Stadt Wulfen, entwarf er Sozialbauten, darunter Kliniken, Schulen und Kirchen. Auch sind einige Einfamilienhäuser überliefert.
Nach 1945 engagierte er sich im BDA Rechter Niederrhein. Ab 1968 war Peter Poelzig Mitglied der Akademie der Künste, Berlin (West), Sektion Baukunst. Zuletzt lebte der Architekt in Berlin-Nikolassee. Das Duisburger Büro Poelzigs wurde nach seinem Tod durch seinen langjährigen Partner Hubertus Schwerk (* 1936) und seinen Sohn Peter Alexander (* 1943) fortgeführt.

## Werke

### Siedlungsbauten
- ab 1952: MSA-Siedlung in Alt-Scharnhorst (mit Wilhelm Seidensticker)[2]
- vor 1953: Arbeitersiedlung der Gemeinnützigen Siedlungsgesellschaft der Duisburger Kupferhütte mbH in Duisburg-Wedau.[2]
- 1954: Siedlung Giethorst in Bocholt
- vor 1956: Siedlung Alsdorf der Aachener Bergmanns-Siedlungs-Gesellschaft m.b.H (mit Siegfried Reitz)[2]
- 1966–1968: Neue Stadt Wulfen Baugruppe Poelzig[2][3]

### Wohnbauten
- 1954: Haus Poelzig am Wambachsee, Duisburg-Wedau[4]
- 1954: Haus Harting in Espelkamp-Mittwald[4]
- 1958: Wohnhausgruppe für den Maler Vincenz Pieper, die Gartenarchitektin Herta Hammerbacher und sich selbst. An der Rehwiese 7, 7a/7b in Berlin-Nikolassee[5] (Denkmal)
- 1958: Studentenwohnheim Siegmunds Hof, Berlin-Tiergarten[4] (Denkmal)
- 1960: Wohnbauten Hansaviertel-Nord in Berlin-Tiergarten, Lessingstraße/Flensburger Straße

### Bildungs- und Forschungsbauten
- 1953–1954: Marktschule in Oberhausen, Lothringer Straße[6][2][4]
- 1957: Edith-Stein-Schule in der Siedlung Giethorst in Bocholt
- 1959–1962: Schulzentrum in Hilden, Am Holterhöfchen[4]
- 1962: Hermann-Rietschel-Institut für Heizung und Lüftung der Technischen Universität Berlin, Marchstraße[4]
- 1966–1968: Pädagogische Hochschule in Duisburg[4]

### Kulturbauten
- 1954: Kino Europa-Palast in Duisburg (mit Paul Bode)[7]
- 1962–1966: Lutherkirche in Berlin-Reinickendorf, Winterthurstr. 7
- 1966–1969: Albert-Schweitzer-Kirche (Berlin-Reinickendorf), Auguste-Viktoria-Allee 51

### Gesundheitsbauten
- 1957–1962: Bettenhaus mit Behandlungstrakt des Rudolf-Virchow-Krankenhauses in Berlin-Wedding, Augustenburger Platz[8]
- vor 1960: Vincenz Palotti Krankenhaus in Bensberg (mit Werner Sifrin)[2]
- 1960–1964: Kopfklinik Berlin-Westend (mit Josef Paul Kleihues)[9]
- 1960–1965: Universitätsklinikum Köln, Frauenklinik, Kerpenerstraße 34[2]
- 1962–1965: Erweiterungsbau des Städt. Krankenhauses in Bad Reichenhall
- 1963–1968: Haus für Chronisch Kranke der Arbeiterwohlfahrt in Berlin-Buckow, Juchaczweg 21[4]
- 1965–1968: Ev. Krankenhaus in Dinslaken[2]
- 1966–1970: Nuklear-med. Abteilung im Rudolf-Virchow-Krankenhaus in Berlin-Wedding
- 1966–1970: Klinikum Am Urban in Berlin-Kreuzberg
- 1969–1972: Evangelisches Lutherhaus in Essen-Steele[10]
- 1971–1976: Diagnostisches Zentrum Heckeshorn in Berlin (mit Cornelius Hertling)

### Verwaltungsbauten
- 1960–1964: Hochhausanbau Neue Regierung Arnsberg[11]
- 1968: Rathaus Greven (Wettbewerbsentwurf)